# 検索エンジンインデックス
検索エンジンインデックス（けんさくエンジンインデックス、英: search engine optimization indexing)は、データを収集、解析、保存して、高速で正確な情報検索を容易にすること。インデックスのデザインには、言語学、認知心理学、数学、情報学、計算機科学からの学際的な概念が組み込まれている。検索エンジンには、インターネット上の情報にインデックス (Webインデックス)を付けるためのエンジンと、企業内のポータルやファイルサーバーなどに格納されている情報にインデックスを付けるエンタープライズサーチエンジンがある。
一般的によく使われている検索エンジンでは、オンラインの自然言語ドキュメントの全文索引付けに重点を置いている。 動画、 音声、 画像などのマルチメディアも検索できる。
メタ検索エンジンは他のサービスのインデックスを再利用し、ローカルインデックスを保存しないが、キャッシュベースの検索エンジンはコーパスとともにインデックスを永続的に保存する。フルテキストインデックスとは異なり、部分テキストサービスはインデックスサイズを減らすためにインデックスの深さを制限する。大規模なサービスは通常、必要な時間と処理コストのために所定の時間間隔でインデックス作成を実行するが、エージェントベースの検索エンジンはリアルタイムでインデックス作成する。